# Koezma Minin

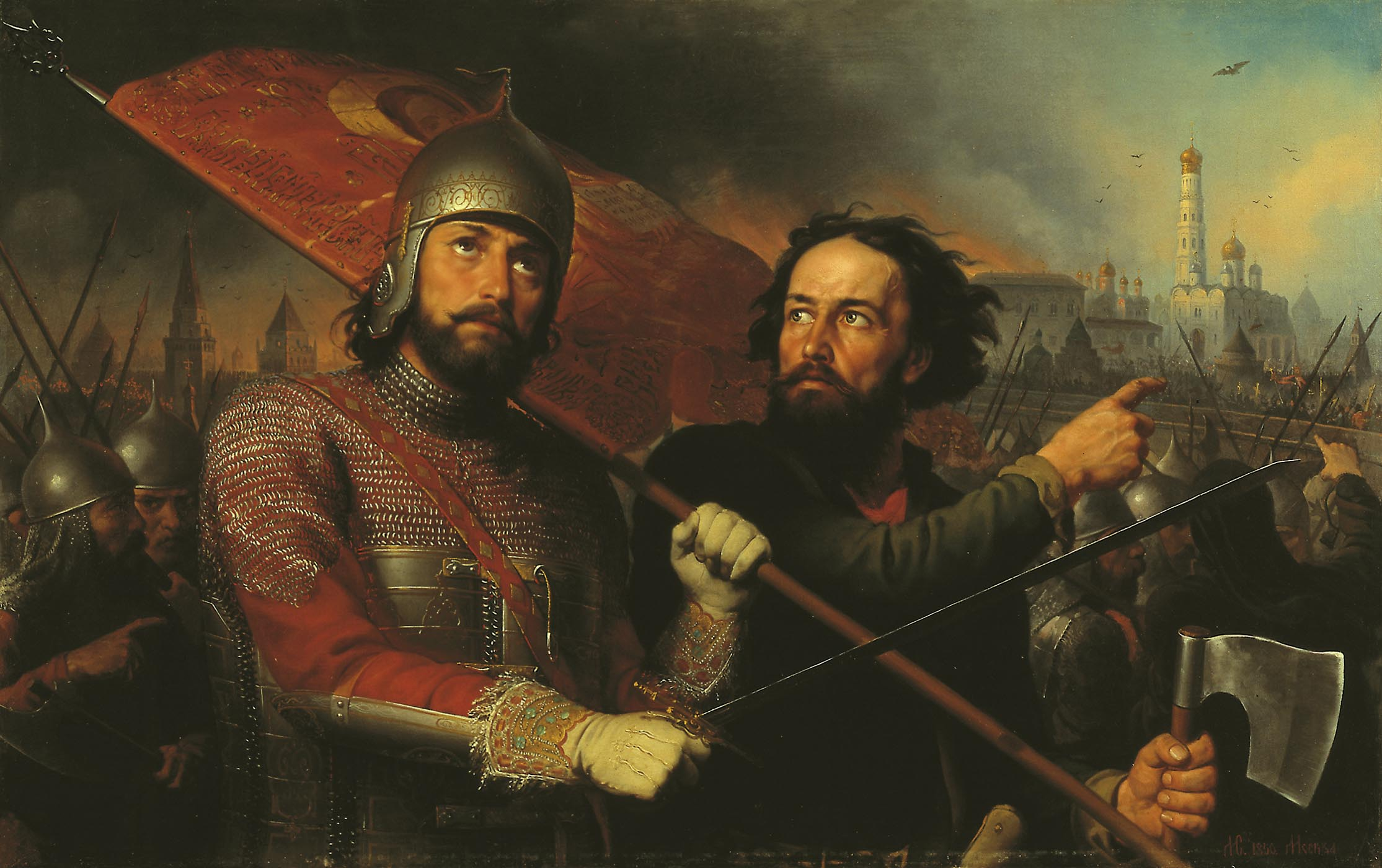
Minin (rechts) met Dmitri Pozjarski (links); schilderij van Michail Skotti (1850)

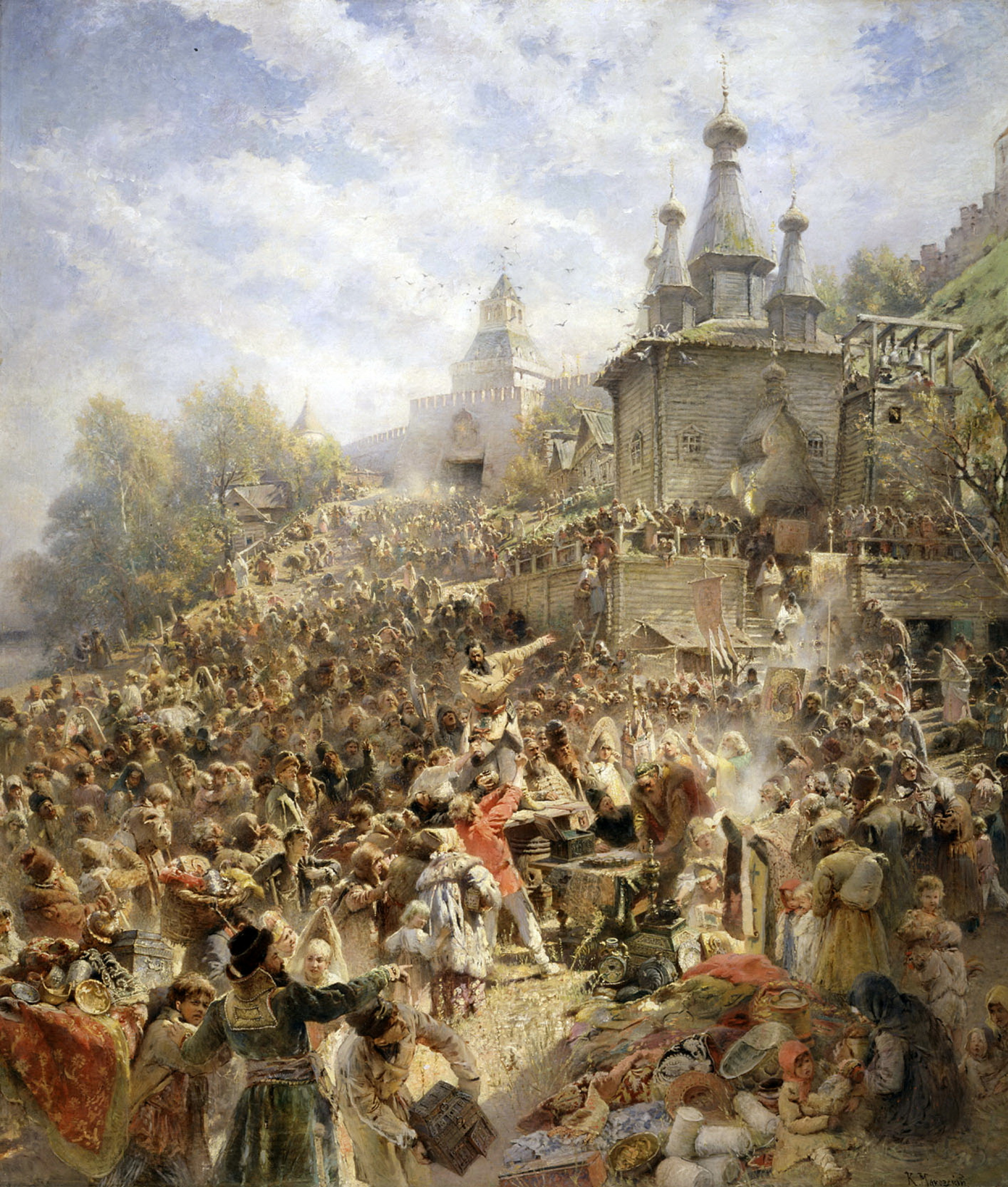
Minin roept de bevolking van Nizjni Novgorod op om een vrijwillige strijdmacht te vormen tegen de Poolse bezetters; historiestuk uit het einde van de 19e eeuw door Konstantin Makovski

Koezma Minin (Russisch: Кузьма Минин, ook: Козьма Минин; Kozma Minin) († 1616 ) was een Russische koopman uit Nizjni Novgorod en samen met vorst Dmitri Pozjarski  leider van een Russische opstand tegen de Pools-Litouwse bezetting tijdens de smoeta genaamde onrust aan het begin van de 17e eeuw.     

## Leven
Er is weinig bekend over de afkomst en vroege jaren van Minin. Hij kwam oorspronkelijk uit Balachna, waar zijn familie vermoedelijk betrokken was bij de zoutindustrie. Er zijn onbevestigde beweringen dat hij een gedoopte Tataar zou zijn wiens oorspronkelijke naam Kirisja Minibajev was.
1610 probeerde de Poolse koning Sigismund III om zijn zoon Władysław IV Wasa op de troon van de tsaar te verheffen en het rooms-katholieke geloof in Rusland te introduceren. Daarop zond de patriarch van Moskou Hermogenus van het Drie-eenheidsklooster van Sergiev Posad in 1611 een oproep aan een aantal Russische steden ter verdediging van het geloof en verzet tegen de Pools-Litouwse bezetting. Koezma Minin steunde deze oproep in Nizjni Novgorod en begon geld en volgers te verzamelen. Toen er voldoende geld was ingezameld, stelde hij vorst Pozjarski als militair leider voor. Deze stemde toe, maar eiste dat Minin verantwoordelijk zou blijven voor het logistieke deel van de onderneming.
Er sloten zich al snel meerdere steden aan. Begin april 1612 werd in Jaroslavl een volksleger gevormd onder leiding van Pozjarski en Minin, dat in augustus 1612 als eerste het Poolse leger onder leiding van hetman Jan Karol Chodkiewicz versloeg. In oktober daaropvolgend werd ook het Poolse garnizoen van Moskou gedwongen zich over te geven. In juli 1613 werd Michail Romanov tot tsaar gekroond, en een dag later verhief deze Minin tot de adel. Minin genoot het vertrouwen van de tsaar, wat tot uiting kwam in het feit dat hem in 1615 het tijdelijke bestuur van Moskou werd toevertrouwd, terwijl de tsaar op reis was naar het Drie-eenheidsklooster.
Koezmin stierf in 1616 in de buurt van Kazan tijdens een opstand van de Wolga-Tataren en Mari. Hij werd begraven in de kathedraal van de aartsengel Michael in het Kremlin van Nizjni Novgorod.
Het Minin en Pozjarski-monument op het Rode Plein voor de Basiliuskathedraal in Moskou herdenkt hem en Pozjarski.
- Bibliothèque nationale de France: cb155904282 (data)
- Gemeinsame Normdatei: 119088347
- International Standard Name Identifier: 0000 0001 2376 890X
- Library of Congress Control Number: n82058985
- Nationale Bibliotheek van Letland: 000153689
- Nationale Bibliotheek van Tsjechië: js20231179047
- Nationale Bibliotheek van Israël: 987007373225805171
- LIBRIS: 212067
- Système universitaire de documentation: 149611250
- Virtual International Authority File: 125074090
- WorldCat: E39PBJp9vgK9hKvpwqF8CmHwG3